# Perditorulus parameratulus
Perditorulus parameratulus är en stekelart som beskrevs av Christer Hansson 1996. Perditorulus parameratulus ingår i släktet Perditorulus och familjen finglanssteklar. Inga underarter finns listade i Catalogue of Life.